# Saint-Georges-Lagricol
Saint-Georges-Lagricol é uma comuna francesa na região administrativa de Auvérnia-Ródano-Alpes, no departamento de Alto Loire. Estende-se por uma área de 19,05 km². Em 2010 a comuna tinha 536 habitantes (densidade: 28,1 hab./km²).